# Anneke Neijt

Anna Hildegard (Anneke) Neijt - Kappen (1951) is een Nederlandse taalkundige. Ze was als hoogleraar Nederlandse taalkunde werkzaam aan de Faculteit der Letteren van de Radboud Universiteit Nijmegen. Ze geldt als een expert op het terrein van de grammatica en de spelling van de Nederlandse taal.

## Loopbaan
Aan de Universiteit Utrecht werd ze opgeleid in zowel de Nederlandse taal- en letterkunde als in de theoretische literatuurwetenschap en de algemene taalwetenschap. In 1979 behaalde ze haar doctorsgraad met het proefschrift Gapping: a Contribution to Sentence Grammar, een onderwerp uit de syntaxis. Daarna was ze verbonden aan de afdelingen Algemene Taalwetenschappen en Grammaticamodellen van de Universiteit Utrecht, de Universiteit van Amsterdam en de Universiteit van Tilburg, alsmede aan de vakgroep Nederlands van de Universiteit Leiden. In 1992 werd zij benoemd tot hoogleraar aan de Radboud Universiteit.
Van haar hand zijn diverse (leer)boeken verschenen, zoals Universele fonologie (1991), Universele taalkunde (1994, als vertaler / bewerker) en Handboek spelling (als coauteur sinds 2002). Ze maakte deel uit van de commissie-Geerts, de eerste spellingscommissie van de Nederlandse Taalunie. Ook heeft ze als panellid meegewerkt aan Wat een taal, een langlopend radioprogramma van de NPS. In 2008 en 2009 zat ze in de jury van het Groot Dictee der Nederlandse Taal. In juni 2016 hield ze haar afscheidsrede als hoogleraar. Met deze rede leverde ze kritiek op de in 1995 ingevoerde tussen-n.

## Onderzoeken opvattingen
Neijt heeft zich beziggehouden met taalkundige zaken als fonologie (klankleer) en automatisch vertalen. Tegenwoordig richt ze zich behalve op fonologie ook op morfologie (woordstructuur en -vorming) en orthografie (spelling). Met name bestudeert ze hoe schrijf- en spreektaal zich tot elkaar verhouden en wat het belang is van prosodie (stemleer).
Anneke Neijt is slecht te spreken over de spellingswijzigingen van 1996 en 2006, waarin haar voorganger als Nijmeegs hoogleraar Maarten van den Toorn een belangrijk aandeel had als voorzitter van de spellingswerkgroep van de Nederlandse Taalunie. Zij is van mening dat de etymologie (de herkomst van de woorden) bij deze wijzigingen meer gewicht heeft gekregen. Dat zou ten koste zijn gegaan van de fonologie (woorden schrijven zoals ze worden verstaan) en de morfologie (het nastreven van een doorlopend woordbeeld - bijvoorbeeld 'hond' met een 'd' omdat het meervoud 'honden' is), waardoor het spellingsonderwijs een hachelijke zaak zou zijn geworden.

## Publicaties (selectie)
- Gapping: a Contribution to Sentence Grammar (dissertatie Universiteit Utrecht). Foris, Dordrecht, 1979. ISBN 9070176122
- Computerlinguïstiek, een overzicht in artikelen, met Dik Bakker (red.). Foris, Dordrecht, 1990. ISBN 9067654426
- De groene spelling, met Hans Bennis en Ariane van Santen (red.). Bert Bakker, Amsterdam, 1991. ISBN 9035109457
- Universele fonologie, een inleiding in de klankleer. Foris, Dordrecht, 1991. ISBN 9067655023
- Victoria Fromkin, Robert Rodman: Universele taalkunde, een inleiding in de algemene taalwetenschap. New York, 1974. Bewerking uit het Engels door Anneke Neijt. Foris, Dordrecht, 1983, 6e druk 1994. ISBN 9067652601
- Johan De Schryver: Handboek spelling. Medeauteur sinds de 4de druk 2002: Anneke Neijt. Wolters Plantyn, Mechelen. 5de druk 2005. ISBN 9030175354